# Law and Order (Politik)
Law and Order (in etwa Recht und Ordnung oder Gesetz und Ordnung) ist ein ursprünglich englischsprachiges, aber auch im deutschsprachigen Raum verwendetes politisches Schlagwort. Gemeint ist hiermit die Forderung nach drastischen Gesetzen und harten polizeilichen Maßnahmen zur Bekämpfung von Kriminalität, Drogenkonsum und Gewalt.

## Herkunft
Das politische Schlagwort Law and Order stammt aus den Vereinigten Staaten, wo es in der Mitte des 19. Jahrhunderts aufkam. Damit wurden politische Gruppierungen bezeichnet, die die Sklaverei auf die neuen Staaten ausdehnen und das Wahlrecht einschränken wollten.